# Божич, Марио
Марио Божич (босн. Mario Božić; 25 мая 1983, Тузла, СРБГ, Югославия — 3 апреля 2023) — боснийский футболист, игравший на позиции центрального полузащитника.

## Биография
Карьеру игрока начал в Сербии: выступал за «Лозницу» из одноимённого города, «Раднички» (Клупци) и «Белград». В 2004 году переехал в Венгрию, где играл за «Фехервар» и «Уйпешт». Летом 2009 года перебрался в Словакию, где в течение двух сезонов играл за братиславский «Слован». В июне 2011 года перешёл в израильский «Ашдод», подписав контракт с клубом на 3 года, но за команду не сыграл и в феврале 2012 года вернулся в Сербию, в последний день трансферного окна подписав контракт с клубом «Борац» (Чачак), однако и за эту команду не сыграл, вскоре перебравшись в китайский «Шанхай Шэньхуа». В августе 2012 года присоединился к азербайджанскому «Симургу», за который играл в сезоне 2012/13. Непродолжительное время выступал за греческий «Панахаики», после чего завершал карьеру в Сербии, последней его командой была «Лозница», где он и начинал карьеру игрока.
Сыграл 2 матча за национальную сборную Боснии и Герцеговины: 8 сентября 2007 года в гостях против Венгрии (0:1) в рамках отборочного турнира чемпионата Европы и в товарищеском матче дома против Болгарии (2:1) 20 августа 2008 года.
9 февраля 2017 года был назначен спортивным директором «Лозницы».
Умер 3 апреля 2023 года в возрасте 39 лет от опухоли головного мозга.

## Достижения
«Фехервар»
- Обладатель Кубка Венгрии: 2005/06

«Слован» (Братислава)
- Чемпион Словакии: 2010/11
- Обладатель Кубка Словакии: 2009/10, 2010/11
- Обладатель Суперкубка Словакии: 2009